# Meeloopdag
Een meeloopdag is een dag waarop een scholier die erover denkt om een bepaalde opleiding te gaan doen mee kan lopen met een student van die opleiding. Zo krijgt hij of zij een beter beeld van de opleiding en wat een dagje studeren inhoudt.
Een meeloopdag wordt vrijwel altijd gehouden op een doordeweekse dag. Voor meeloopdagen van sommige opleidingen is het verplicht om eerst op een algemene voorlichting over de opleiding of open dag van de hogeschool of universiteit te zijn geweest.